# Hassi Gara
Pour les articles homonymes, voir Hassi.
Hassi Gara (ou Hassi El Gara) est une commune de la wilaya d'El Meniaa  en Algérie, située à 270 km au sud-ouest de Ghardaïa.

## Géographie
La superficie de la commune est de 22 000 km2.

## Patrimoine
La commune possède une sabkha, qui est une halte pour des nombreux oiseaux migrateurs